# لوسين زاكريان
لوسين زاكريان (بالأرمنية: Լուսինե Զաքարյան) ‏ (1937 - 1992) واسمُها عند الوِلادة سفيتلانا زاكريان، هيَ سوبرانو أرمينية، وُلدت في 1 يونيو 1937 في آخالتسيخه في الجمهورية الجورجية السوفيتية الاشتراكية.
نَشأت لوسين في منطقة سامتسخه-جافاخيتي في جنوب جورجيا، وفي عام 1952 انتقلت هي وعائلتها إلى مدينة يريفان، حيثُ تعلمت في المدرسة الثانوية للموسيقى، وفي عام 1957 ذهبت إلى مدرسة معهد يريفان الموسيقي، مما ساعد على ظهور موهبتها بشكل سَريع.
في الفترة ما بين 1970 حتى 1983، عملت لوسين كعازفة مُنقردة مع أوركسترا السيمفونية التابعة للتلفزيون والراديو الأرمني، كما أنها غَنت في جوقة الكرسي الرسولي لكنيسة الأرمن الأرثوذكسية في كاتدرائية فاغارشابات، ولها عدد من التراتيل الأرمنية القديمة التي ما زالت تُذكر حتى الآن.
تُوفيت لوسين في 30 ديسمبر 1992 في يريفان في أرمينيا.